# 2019년 경찰 야구단 시즌
2019년 경찰 야구단 시즌은 경찰 야구단이 KBO 퓨처스리그에 참가한 마지막 시즌이다. 유승안 감독이 팀을 이끈 마지막 시즌이며, 김태군이 주장을 맡았다. 2018년을 끝으로 선수 선발을 하지 않은 탓에 선수 부족으로 인해 44경기만 치렀으며, 31승 1무 10패의 성적을 기록했다. 96경기를 채우지 못했기 때문에 이 시즌에 경찰 야구단이 치른 경기는 모두 정식 경기가 아닌 번외 경기로 지정되었다. 비록 비공식 기록이지만 승률 0.756을 기록하며 퓨처스리그 전체에서 가장 높은 승률을 기록한 상무 피닉스 야구단보다도 높은 승률을 기록했다. 이후 팀은 8월 12일을 끝으로 해체되었다.

## 코치
- 수석코치 : 김수길
- 투수코치 : 이한진
- 배터리코치 : 나성용
- 수비코치 : 김동건
- 트레이닝코치 : 정영, 박우혁

## 타이틀 (비공식)
- 홈런: 이성규 (13)
- 장타율: 이성규 (0.700)
- 최소 삼진: 김태군 (14)
- 최소 피안타: 김성한 (35)
- 최소 피홈런: 한승지 (2)
- 최소 사구: 김성한 (1)
- 최소 실점: 김성한 (14)
- 최소 자책점: 김성한 (14)

## 선수단
- 선발투수: 조병욱, 한승지, 전용훈, 김태현
- 구원투수: 김명찬, 김성한, 천원석, 김진호
- 마무리투수: 임대한
- 포수: 김태군, 박재욱
- 내야수: 김민수, 고장혁, 서예일, 이성규, 최재원, 김주현
- 외야수: 이진영, 김호령, 송우현

## 여담
- 경찰 야구단이 치른 마지막 경기는 7월 9일 치른 원정 경기로, 경찰 야구단이 4대 3으로 승리했다. 원래 7월 10일 한화 이글스 2군과의 경기가 마지막 경기여야 했으나, 해당 경기는 우천으로 취소되었다.
- KBO 퓨처스리그의 경우 팀들마다 사정에 따라 치르는 경기 수가 조금씩 달라질 수 있기 때문에 그 시즌에 치른 경기 × 2.7, × 0.8에서 소수점 이하를 버린 값을 규정 타석, 규정 이닝으로 정한다. 이렇게 계산했을 때 박재욱을 제외한 모든 타자들은 규정 타석을 충족하며, 투수 중에는 조병욱, 전용훈, 김태현, 한승지가 규정 이닝을 충족한다.

## 같이 보기
- 2010년 경찰 야구단 시즌
- 2018년 경찰 야구단 시즌
- 2010년 상무 피닉스 야구단 시즌